# 武汉长江中心
武汉长江中心（英語：Great River Center），位于武汉市江汉区沿江大道与民生路路口的一座摩天大楼，楼高386米，地上82层。该建筑为武汉市第三高楼，武昌区第二高楼。